# Clostridia
I Clostridia sono una classe di batteri, gram-positivi, appartenenti al phylum dei Firmicutes. Sono un gruppo parafiletico e i loro rapporti non sono ancora definiti. Si distinguono dai Bacilli per la mancanza di respirazione aerobica.
Comprende i seguenti ordini: Clostridiales, Halanaerobiales, Natranaerobiales e Thermoanaerobacteriales, oltre ad altri clostridia non classificati.
La maggior parte delle specie conosciute appartiene all'ordine dei Clostridiales, genere Clostridium.
Sono normalmente saprofiti, anche se alcune specie sono associate a particolari patologie come il tetano, il botulismo, la gangrena gassosa ed alcune tossinfezioni alimentari.